# Tapa Sardar
Tapa Sardar ou Tapa-Yé Sardâr est un site archéologique afghan situé dans la province de Ghazni. Le site fait l'objet de fouilles archéologiques d’une mission italienne missionnée par l'Institut italien pour le Moyen et l'Extrême-Orient dans les années 1960, 1970 et également en 2003. 
Le monastère bouddhique a connu deux phases : une phase hellénistique du IIIe siècle au VIe siècle et une phase où le site connaît des influences chinoises et indiennes du VIIe siècle au IXe siècle.

## Localisation et géologie du site

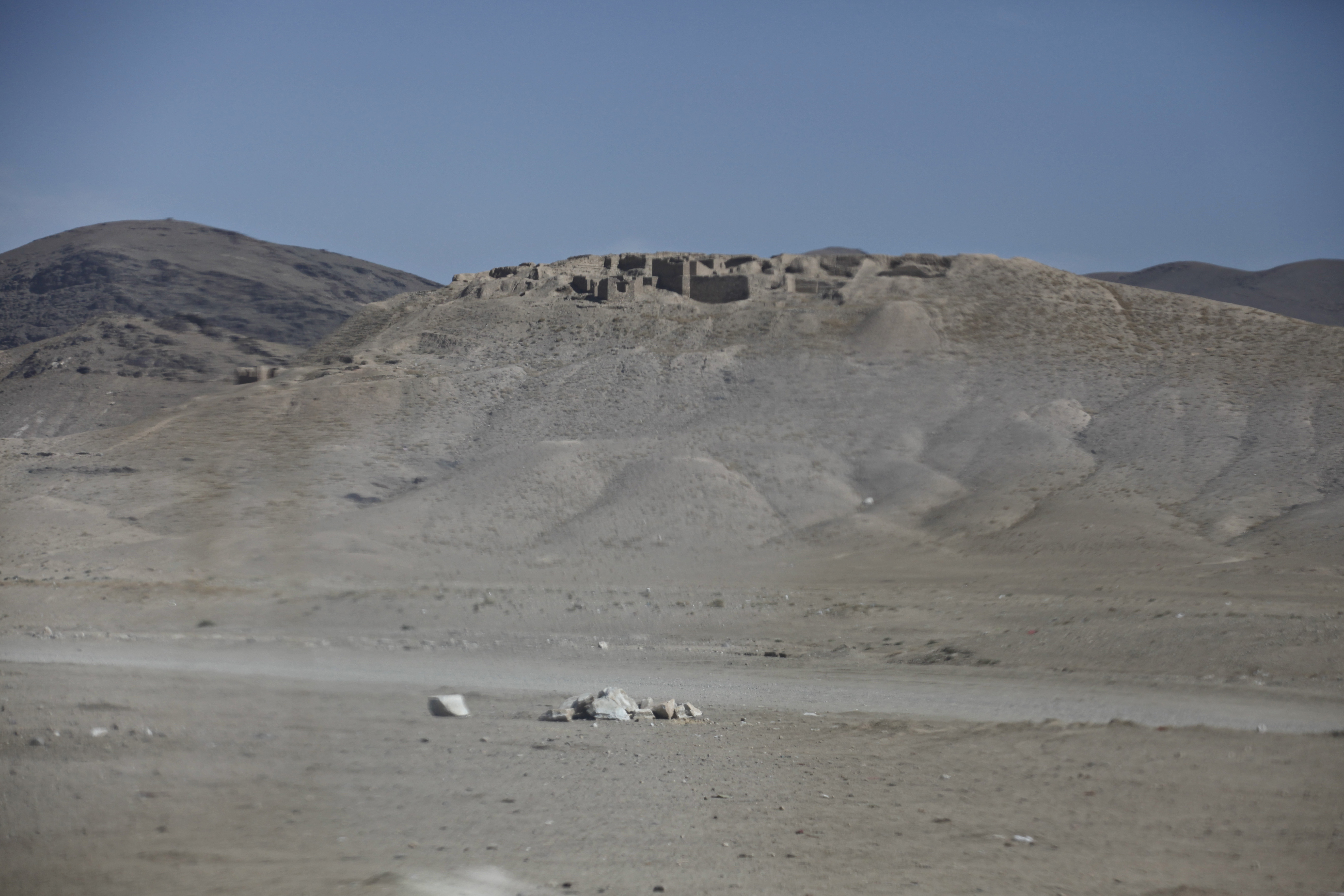
Vue générale.

Le site de Tapa Sardar est un site localisé à 4 km au sud-est de Ghazni et sur la route qui la relie à la capitale du pays. Le site archéologique domine la plaine de Dasht-i Manara.

## Histoire

### Histoire ancienne
Le site est situé sur une route caravanière sensibles aux influences de l'Iran, de l'Inde et de l'Asie centrale.
Le nom du site signifie « colline du prince ». La ville de Ghazni est l'une des plus importantes cités des Turcs shahis de religion bouddhiste : s'y trouvaient alors des stupas et des dizaines de lieux cultuels hindouistes.
Un incendie détruit le site au  IXe siècle, « probablement entre 862 et 871 » par les Saffarides du Sistan menés par Ya`qûb ben Layth as-Saffâr.

### Histoire contemporaine et redécouverte
En 1929 le site est endommagé par les soldats d'Habibollâh II pour placer au sommet des ruines un canon.
Le site est fouillé et restauré par une mission archéologique italienne à partir de 1959-1960 sous la direction de Dinu Adameșteanu et de 1967 à 1977 par Maurizio Taddei. L'équipe part en 1978.
Maurizio Taddei retourne sur place en octobre 1999, le site avait perdu ses protections et les structures de terre cuite avaient disparu. Les sculptures dégagées n'existaient plus. De nouveaux « travaux simples de protection » sont réalisés et le site est surveillé, localisé dans une zone militaire.

## Description

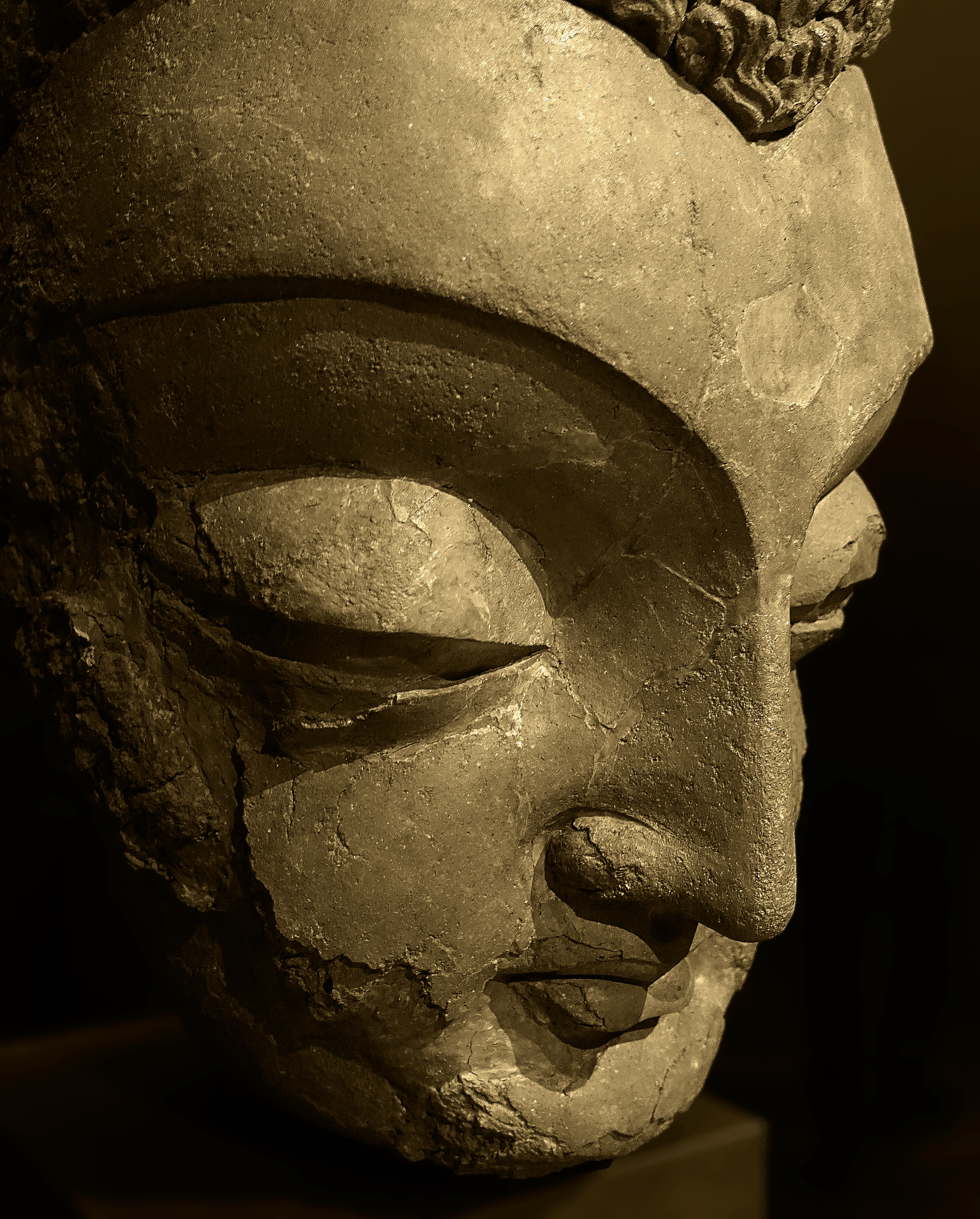
Tête de Bouddha de Tapa Sardar (IIIe siècle-Ve siècle)

La première fouille dégage un grand stupa de 22 m de côté, entouré d'autres stupas et de chapelles.
Les fouilles ont permis également de retrouver des vestiges de statues permettant une étude chronologique. Les archéologues ont retrouvé une tête de statue de style Gandhara kouchan. Le site possédait une statue géante assise du Bouddha, une autre statue représentant le même sur son trône et une dernière longue de 15 m le représentait allongé dans la posture du nirvana.
Une chapelle hindouiste a été fouillée, qui a livré une représentation de Durga.